# Railways Act de 1921
O Railways Act de 1921 (também denominado Ato de Agrupamento) foi uma lei promulgada pelo parlamento britânico no governo de David Lloyd George, dirigida a conter a perda de grande parte das 120 empresas de transporte ferroviário no país, remover do caminho de ferro da situação de concorrência interna e restaurar algumas das vantagens que tinha trazido o regime dos contratos públicos (Estado) sobre os transportes ferroviários durante e após a Primeira Guerra Mundial (1914–1918).